# Ciglát
Ciglát este o arie protejată (arie specială de conservare — SAC, sit de importanță comunitară — SCI) din Slovacia întinsă pe o suprafață de 175,71 ha, integral pe uscat.

## Localizare
Centrul sitului Ciglát este situat la coordonatele 48°33′34″N 16°58′43″E / 48.559444°N 16.978611°E.

## Înființare
Situl Ciglát a fost declarat sit de importanță comunitară în aprilie 2004 pentru a proteja 32 de specii de animale. Situl a fost protejat și ca arie specială de conservare în martie 2004.

## Biodiversitate
Situată în ecoregiunea panonică, aria protejată conține 5 habitate naturale: Pajiști aluvionare inundabile, de Cnidion dubii, Lacuri eutrofice naturale cu vegetație de tip Magnopotamion sau Hydrocharition, Păduri mixte riverane de Quercus robur, Ulmus laevis și Ulmus minor, Fraxinus excelsior sau Fraxinus angustifolia, de-a lungul marilor râuri (Ulmenion minoris), Fânețe de joasă altitudine (Alopecurus pratensis, Sanguisorba officinalis), Râuri cu maluri nămoloase cu vegetație de Chenopodion rubri p.p. și Bidention p.p..
La baza desemnării sitului se află mai multe specii protejate:
- păsări (24): lăcar mare (Acrocephalus arundinaceus), lăcar-de-rogoz (Acrocephalus schoenobaenus), lăcar-de-lac (Acrocephalus scirpaceus), gârliță mare (Anser albifrons), gâscă cenușie (Anser anser), gâscă de semănătură (Anser fabalis), stârc roșu (Ardea purpurea), rață-cu-cap-castaniu (Aythya ferina), buhai de baltă (Botaurus stellaris), șorecar încălțat (Buteo lagopus), erete vânăt (Circus cyaneus), lebădă de vară (Cygnus olor), egretă albă (Egretta alba), presură de stuf (Emberiza schoeniclus), lișiță (Fulica atra), becațină comună (Gallinago gallinago), sfrânciocul cu frunte neagră (Lanius minor), pescăruș râzător (Larus ridibundus), culic mare (Numenius arquata), vultur pescar (Pandion haliaetus), bătăuș (Philomachus pugnax), mărăcinar negru (Saxicola torquatus), corcodel mic (Tachybaptus ruficollis), sturzul viilor (Turdus iliacus)
- amfibieni (2): buhai de baltă cu burta roșie (Bombina bombina), triton cu creastă dobrogean (Triturus dobrogicus)
- mamifere (1): castor (Castor fiber)
- nevertebrate (3): Cucujus cinnaberinus, libelule (Leucorrhinia pectoralis), rădașcă (Lucanus cervus)
- pești (2): țipar (Misgurnus fossilis), boarță (Rhodeus sericeus amarus)

Pe lângă speciile protejate, pe teritoriul sitului au mai fost identificate 7 specii de plante, 9 specii de amfibieni, 2 specii de mamifere, 10 specii de nevertebrate, 2 specii de pești, 2 specii de reptile.